# リスのコールタール騒動
『リスのコールタール騒動』（リスのコールタールそうどう、原題：Out on a Limb）は、ウォルト・ディズニー・プロダクション（現：ウォルト・ディズニー・カンパニー）が製作した1950年12月15日公開のアニメーション短編映画作品。ドナルドダック・シリーズの第96作。

## あらすじ
立木の手入れをしていたドナルドは、木の上で食糧集めに精を出すチップとデールを見つける。それを見たドナルドは、彼らの通り道である木の枝にコールタールを塗るいたずらを仕掛け、引っかかったデールは、チップとくっついて離れられなくなってしまい、悪戦苦闘する。
調子に乗ったドナルドは、今度は高枝切バサミを使って2匹を脅かし、さらには彼らの集めた木の実を次々と食べていく。そこで、ようやくドナルドのいたずらであることに気付いた2匹は怒り、岩を掴ませる。それを知らないドナルドは、脳天に岩が直撃し、埋まってしまい、逆上したドナルドは、芝刈り機を使って2匹へ逆襲しようとするも…。

## スタッフ
- 製作：ウォルト・ディズニー
- 監督：ジャック・ハンナ
- 脚本：ビル・バーグ、ニック・ジョージ
- 音楽：ジョセフ・S・デュビン
- 美術：エール・グレイシー
- 背景：
- 原画：ビル・ジャスティス、ボブ・チャールソン、ヴォルス・ジョーンズ、ジョージ・クレイズル

## キャスト
| キャラクター   | 原語版                   | 旧吹き替え版 | 新吹き替え版 |
| -------------- | ------------------------ | ------------ | ------------ |
| ドナルドダック | クラレンス・ナッシュ     | 関時男       | 山寺宏一     |
| チップ         | ジェームズ・マクドナルド | 土井美加     | 滝沢ロコ     |
| デール         | デジー・フリン           | 後藤真寿美   | 稲葉実       |
| ナレーター     | -                        | 江原正士     | -            |

## 日本での公開

### 収録
- 『ドナルドダック・クロニクル Vol.3 限定保存版』（DVD、ブエナ・ビスタ・ホーム・エンターテイメント、新吹き替え版）
- 「ゆかいな仲間たちミッキーとドナルドの仲間たち」